# 札幌国際カントリークラブ
札幌国際カントリークラブ（さっぽろこくさいカントリークラブ）は、 北海道北広島市にあるゴルフ場である。

## 概要
1958年（昭和33年）8月、北海道札幌郡広島村に「札幌ゴルフ倶楽部・輪厚コース」（設計・井上誠一）が開場した、それが刺激になったのか2年後に「輪厚だけでは不足だ」という声が高まっていった。その後、1961年（昭和36年）9月、新たなゴルフ場の建設に向けて経営母体「株式会社島松ゴルフ場、札幌国際カントリークラブ」が設立された。ゴルフ場の建設候補地にと最初に、広島村大曲の薬草園に目を付けたが、転用が利かず行き詰まっている時、島松の林野104ヘクタールの買収に成功した。
札幌国際カントリークラブは、株式会社制のゴルフクラブを目指し、第1次募集は個人会員15万円＋株式5万円、法人会員25万円＋株式5万円、300名の募集に申込みが殺到した。1988年（昭和63年）の第12次募集まで広告による募集は1回も行わなかった。北海道で第1号の株式会社制のゴルフクラブだった。
1963年（昭和38年）8月1日、コース設計を株式会社久米建築事務所の菅谷直に依頼し、9ホールの造成工事が完成し、仮開場された。建築家である菅谷の設計哲学は「自然の植生を生かし、美しく、雄大」であった。1964年（昭和39年）4月29日、「樹海の中に象嵌されたような18ホール」が完成した。
コースはまるで観光植物園の趣で、コース全体を深い樹林が蔽い、ホール間の歩経路の両側には111種類の品種の標識を付けた樹木が並んでいる。茶屋前やフェアウェイに出没するキタキツネも島松ならではの光景である。1971年（昭和46年）8月1日、増設の9ホールの設計を間野貞吉に依頼し、規模27ホールのゴルフ場が完成した。

## 所在地
〒061-1265 北海道北広島市島松49-5　

## コース情報
- 開場日 - 1963年8月1日
- 設計者 - 菅谷 直（A・Bコース）、間野 貞吉（Cコース）
- 面積 - 1,120,000m2（約33.8万坪）
- コースタイプ - 林間コース
- コース - 27ホールズ、パー108、10,317ヤード、コースレート、A・B・ベント74.1、B・C・ベント73.6、C・A・ベント74.5
- フェアウェー - コウライ
- ラフ - ノシバ
- グリーン - 2グリーン、ベント
- ハザード - バンカー69
- ラウンドスタイル - キャディ付5名乗りGPS付電磁誘導カートプレー、1組4人が原則、状況により平日ツーサム可
- 練習場 - 28打席250ヤード
- 休場日 - 冬季クローズ11月下旬～4月上旬[1][2]

## クラブ情報
- ハウス面積 - 4,243m2（1,283.5坪）
- ハウス設計 - 勧協設計
- ハウス施工 - 大成建設株式会社[1][2]

## ギャラリー
- コース - 「札幌国際カントリークラブ」、コース紹介、2021年5月日閲覧
- ハウス - 「札幌国際カントリークラブ」、レストラン、2021年5月日閲覧

## 交通アクセス
- 鉄道（JR北海道） - 札幌駅より タクシー利用 23km 約50分[3]
- 道路 - 道央自動車道 - 北広島ICより 9Km[3]

## 関連文献
- 『ゴルフ場ガイド 東版』、2006-2007、「札幌国際カントリークラブ」、東京 ゴルフダイジェスト社、2006年5月、2021年5月日閲覧
- 『美しい日本のゴルフコース BEAUTIFUL GOLF CULTURE IN JAPAN 日本のゴルフ110年記念 ゴルフは日本の新しい伝統文化である』、ゴルフダイジェスト社「美しい日本のゴルフコース」編纂委員会編、「自然の地形、植生が生かされ『樹海の中に象嵌された』ようなコースとして生まれた」、東京 ゴルフダイジェスト社、2013年12月、2021年5月日閲覧